# Marcelo Lagranja
Emilio Marcelo Lagranja (Ciudad de Resistencia, Provincia del Chaco, 29 de julio de 1962) es un periodista y presentador de radio y televisión argentino. 
Es ganador del Premio Martín Fierro Federal 2010 en Puerto Iguazú, por el programa «La Voz del Deporte» como «Mejor programa deportivo integral del interior del país», entre otros galardones.

## Carrera profesional
Lagranja, presidente de la Asociación de Trabajadores de Medios de Comunicación (Atramecos) de la Provincia de Chaco, debutó en la vieja LT5 Radio Chaco un 7 de marzo de 1980, tras los pasos de su padre Emilio, postergó su carrera de abogacía por la vocación periodística, actuó en medios como LT5 Radio Chaco AM- LRH 251 Radio Chaco AM y FM- LRA 26 Radio Nacional Resistencia AM, LT7 Radio Corrientes AM y en los diarios El Territorio, El Diario y La Voz del Chaco.

## Primeros años
Después de terminada la escuela secundaria -fue abanderado y Medalla de Oro como mejor egresado-, Lagranja hizo el servicio militar como marinero durante un año y comenzó sus estudios universitarios, llegó a completar la mitad de la carrera de Abogacía en la Universidad Nacional del Nordeste a la vez de haber hecho cursos de inglés, francés e italiano. Siguió los pasos de su padre, aún con 17 años, se atrevió a debutar ante un micrófono en una transmisión deportiva radial para nunca más abandonar lo que luego sería su profesión, acreditó estudios de Comunicación Social con el título de Locutor Nacional de Argentina.
En el periodismo deportivo pasó por todos los roles en la transmisión: campo de juego, locutor comercial, informes desde estudios; comentarista y relator. Su gran marca profesional es haber participado desde el primer día en la creación y desarrollo ininterrumpido del programa La Voz del Deporte, que dirige y conduce durante 30 años, cumplidos el 8 de agosto de 2015, con más de ocho mil ediciones.

## Libro
Lagranja es autor del libro La Voz del Deporte, editado en 2007. En sus seis capítulos toca temas como historia del deporte; del periodismo deportivo chaqueño; de instituciones; marketing deportivo; legislación y política deportiva. Tuvo una segunda edición en 2014.